# Kelly Bishop
Kelly Bishop (Colorado Springs, 28 de fevereiro de 1944) é uma atriz e dançarina norte-americana.

## Biografia
Nascida Carole Bishop no Colorado, filha de Jane Lenore e Lawrence Boden Bishop. Cresceu em Denver, Colorado, onde ela estudou para ser uma bailarina, pela American Ballet Theatre School e pela San Jose Ballet School. Aos 18 anos, foi para Nova York e conseguiu o primeiro emprego dançando em uma turnê por uma companhia de balé no Radio City Music Hall. Bishop continuou a dançar em Las Vegas, até  ser chamada em 1967 para integrar o elenco de Golden Rainbow, seu primeiro trabalho na Broadway.
Seu passo para a fama veio em 1975, quando integrou o elenco original do musical A Chorus Line, um fenômeno de crítica e popularidade, que lhe deu o prêmio Tony por seu papel de "Sheila" na peça.

### Filmografia parcial
- Gilmore Girls: A Year in the Life
- Gilmore Girls como Emily Gilmore
- Dirty Dancing como Marjorie Houseman

## Prêmios
- Tony Award de melhor atriz coadjuvante em A Chorus Line